# Miyako Yoshida

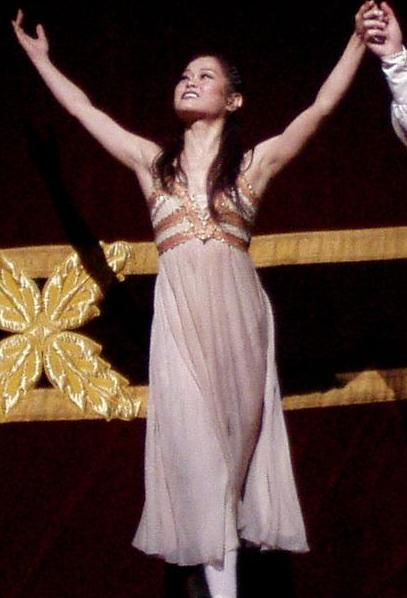
Miyako Yoshida, 2007

Miyako Yoshida (japanisch 吉田 都 Yoshida Miyako; geboren 28. Oktober 1965 in Kunitachi, Präfektur Tokio) ist eine japanische Balletttänzerin und war Primaballerina des Royal Ballet.

## Leben und Wirken
Miyako wurde 1965 als Zweite von zwei Töchtern in Kunitachi geboren. Ihr Vater war Kommunalbeamter, ihre Mutter Hausfrau. Mit neun Jahren begann Miyako bei Hideko Ishizawa Ballettunterricht zu nehmen. 1981 gewann sie den landesweiten Junioren Tanzwettbewerb. Auf Empfehlung ihrer Ballettlehrerin besuchte Miyako daraufhin die Matsuyama-Ballett-Schule (松山バレエ学校. Matsuyama barē gakkō) und trat nach zwei Jahren auch im Corps de Ballet der Matsuyama-Kompanie auf. Ihre Schulbildung erwarb sie auf der Kitatama Oberschule in Tokio (都立北多摩高等学校). 1983 nahm sie am Prix de Lausanne teil und gewann ein Stipendium für die Royal Ballet School in London. 1984 wurde sie Mitglied des Sadler’s Wells Ballet (heute: Birmingham Royal Ballet). 1988 wurde Miyako unter dem Choreographen Peter Wright Primaballerina der Kompanie. In den folgenden Jahren trat Miyako auch als Primaballerina mit der Schwesterkompanie, dem Royal Ballet auf, zu dem sie 1995 dann offiziell wechselte.
Miyako arbeitete sie mit vielen namhaften Choreographen; sie trat u. a. in Aschenputtel choreographiert von Frederick Ashton, in Coppélia unter Ninette de Valois und in Romeo und Julia choreographiert von Kenneth MacMillan auf. Auch war Miyako in vielen bekannten Ballettstücken wie Tschaikowskis Dornröschen, Schwanensee und Nussknacker wie auch in Giselle und Don Quixote zu sehen.
2009 gab Miyako ihren Abschied aus dem Royal Ballet bekannt und tanzte im April 2010 in Giselle ein letztes Mal mit der Ballettkompanie. Zurück in Japan nahm sie im Juli in der Tōkyō Bunka Kaikan als Julia Abschied vom japanischen Publikum und beendete ihre 26-jährige Karriere als Balletttänzerin. 2010 erhielt Miyako den Mainichi-Kunstpreis. Sie unterstützte das Charity Konzert Japan Tsunami Appeal Concert, das unmittelbar nach dem Tōhoku-Erdbeben 2011 in London stattfand. 2017 wurde sie als Person mit besonderen kulturellen Verdiensten geehrt.
Von Juni 2018 an war Miyako als Beraterin des Stiftungsvorstandes des Neuen Nationaltheaters Tokio tätig. 2019 wurde sie zur künstlerischen Leiterin für Tanz am Neuen Nationaltheater vorgeschlagen und mit dem Kikuchi-Kan-Preis ausgezeichnet. Miyako ist seit 2005 mit einem Japaner verheiratet.

## Weitere Auszeichnungen
- 2004 nominiert als UNESCO Artist for Peace[Anm. 2][1]
- 2007 Ehrenmedaille am violetten Band für künstlerische Leistungen und Order of the British Empire